# Copa Sanwa Bank
A Copa Sanwa Bank (Sanwa Bank Cup) foi um torneio amistoso organizado pela JFA. De caráter binacional, foi disputada de 1994 a 1997, sempre em Tóquio, entre o campeão da Liga Japonesa e um campeão nacional de outro país (respectivamente: Argentina, Brasil, Suécia e EUA). 
Em 1995, a competição intercontinental foi chamada de Taça da Amizade, em comemoração ao centenário do Tratado de Amizade, Comércio e Navegação entre Brasil e Japão.
O Grêmio Foot-Ball Porto Alegrense, campeão da Copa do Brasil de 1994, enfrentou o Tokyo Verdy (antigo Verdy Kawasaki), treinado por Nelsinho Batista, bicampeão da J-League e então campeão da Copa Sanwa, em 4 de março de 1995. O jogo foi transmitido pela televisão para todo o território japonês. Apesar da forte nevasca no dia anterior, contou-se 27 mil expectadores no Estádio Nacional de Tóquio. Vitória gremista por 2 a 1, gols de Paulo Nunes e Jardel.

## Resultados
| Ano           | Local                                      | Final                                             | Final              | Final                                                    | Público [carece de fontes?] |
| Ano           | Local                                      | Campeão                                           | Placar             | Vice                                                     | Público [carece de fontes?] |
| ------------- | ------------------------------------------ | ------------------------------------------------- | ------------------ | -------------------------------------------------------- | --------------------------- |
| 1994 Detalhes | Estádio Nacional, Tóquio (26 de fevereiro) | Tokyo Verdy Campeonato Japonês de Futebol de 1993 | 2 - 2 (4 - 2 G.P.) | Gimnasia y Esgrima Copa Centenario de la AFA             | 45.617                      |
| 1995 Detalhes | Estádio Nacional, Tóquio (4 de março)      | Grêmio Copa do Brasil de 1994                     | 2 – 1              | Tokyo Verdy Campeonato Japonês de Futebol de 1994        | 27.038                      |
| 1996 Detalhes | Estádio Nacional, Tóquio (2 de março)      | IFK Göteborg Campeonato Sueco de 1995             | 1 - 1 (5 - 3 G.P.) | Yokohama F·Marinos Campeonato Japonês de Futebol de 1995 | 28.113                      |
| 1997 Detalhes | Estádio Nacional, Tóquio (2 de março)      | Nagoya Grampus Supercopa do Japão de 1996         | 3 - 1              | D.C. United Major League Soccer de 1996                  | 26.842                      |

Observações:
- Tokyo Verdy participou da competição como Verdy Kawasaki.
- O Campeão da J. League, Kashima Antlers, desistiu da competição, sendo substituído pelo Supercampeão Japonês, Nagoya Grampus, em 1997.

### Títulos por equipe
| Clube               | Títulos | Vices |
| ------------------- | ------- | ----- |
| Tokyo Verdy         | 1       | 1     |
| Grêmio              | 1       | 0     |
| Göteborg            | 1       | 0     |
| Nagoya Grampus      | 1       | 0     |
| Gimnasia y Esgrima  | 0       | 1     |
| Yokohama F. Marinos | 0       | 1     |
| D.C. United         | 0       | 1     |

### Títulos por país
| Estado         | Títulos | Vices |
| -------------- | ------- | ----- |
| Japão          | 2       | 2     |
| Brasil         | 1       | 0     |
| Suécia         | 1       | 0     |
| Argentina      | 0       | 1     |
| Estados Unidos | 0       | 1     |